# Валтер Неринг
Валтер Неринг (на немски: Walter Nehring) е немски генерал от времето на Втората световна война, известен с участието си в Африканския корпус.

## Биография

### Ранен живот и Първа световна война (1914 – 1918)
Валтер Неринг в роден в Стрецин, Члухув (днешна Полша), Германска империя на 15 август 1892 г. Присъединява се към 152-ри пехотен полк като офицерски кадет през 1911 година. Служи в имперската армия през Първата световна война и през 1915 година е награден с орден Железен кръст.

#### Междувоенен период
След войната остава в армията и до започването на Втората световна война се издига до ранг полковник.

### Втора световна война
По време на кампанията в Полша служи под командването на ген. Хайнц Гудериан. По-късно участва в операция „Барбароса“ и през юли 1941 г. е награден с отличието Рицарски кръст по случай участието си в боевете при град Борисов.

#### Африка (1942)
През май 1942 г. е издигнат в ранг генерал-лейтенант и поема командването над германските части в Африканския корпус и участва в Боя при Алам Халфа (31 август – 7 септември 1942 година), където е ранен по време на въздушно нападение. След като се възстановява в Германия, на 16 ноември 1942 г. е изпратен обратно в Тунис, където му е поверено командването на германския контингент по време на туниската кампания. Той бързо организира германските и италианските части и три дни по-късно побеждава съюзническите сили при Меджез ел Баб и до края на месеца превзема Джедейда.
Ген. Алберт Кеселринг е впечатлен от представянето на Неринг като военен командир, но не му допадат откровените забележки за проблемите, с които се сблъсква германската армия в Северна Африка. Считан за песимист, Неринг е заменен през декември 1942 г. от ген. Ханс Юрген фон Арним.

##### СССР (1944)
Следващото назначение на Неринг е в Съветския съюз, където поема командването 24-ти танков корпус. От юли до август 1944 година командва 4-та танкова армия. През януари 1945 година е награден с Мечове към Рицарския кръст. На 20 март поема командването от генерал Готард Хайнрици над 1-ва танкова армия.

#### Пленяване и смърт
Неринг се предава на съюзниците на 9 май 1945 година. След кратък период като военнопленник той е освободен и прекарва остатъка от живота си в Дюселдорф. Умира на 20 април 1983 г. в Дюселдорф, Германия.

## Военна декорация
| - Германска Значка за раняване (?) – златна (?) - Германска Танкова значка (?) – сребърна (?) - Ръкавна лента на „Африканския корпус“ - Италиански сребърен медал „За войнска чест“ - Германски орден „Железен кръст“ (1914) – II (27 януари 1915) и I степен (25 ноември) - Сребърни пластинки към ордена Железен кръст (1939) – II (11 септември 1939) и I степен (29 септември 1939) | - Рицарски кръст с дъбови листа и мечове - Носител на Рицарски кръст (24 юли 1941 - Носител на Дъбови листа № 383 (8 февруари 1944) - Носител на Мечове № 124(22 януари 1945) - Споменат в ежедневния доклад на Вермахтберихт - Германски Федерален кръст за заслуги (1973) – I степен (27 юли 1973) |